# Universidad de Ioánina
La Universidad de Ioánina (en griego Πανεπιστήμιο Ιωαννίνων, Panepistímio Ioaninon) está ubicada 5 km al sudoeste del centro de la ciudad de Ioánina. Tiene más de 17.000 estudiantes (en 2009) y 17 departamentos. La universidad se fundó en 1964 como parte de la Universidad Aristóteles de Tesalónica y se convirtió en universidad independiente en 1970. La primera facultad que se fundó fue la de filología, el 8 de mayo de 1964. Sus facultades de medicina y de literatura están consideradas entre las mejores de Grecia.
En la ciudad universitaria (en griego Πανεπιστημιούπολη, Panepistimioúpoli), además de los edificios de las facultades también se encuentra la biblioteca central, el gimnasio universitario y las residencias. Otras de las residencias siguen encontrándose en la ciudad, cerca del antiguo edificio de la universidad (Δόμπολη, Dómboli). 

## Facultades de la Universidad
- Facultad de Filología
  - Departamento de Filología
  - Departamento de Filosofía, Pegagógica y Psicología
  - Departamento de Historia y Arqueología

- Facultad de Ciencias
  - Departamento de Matemáticas
  - Departamento de Física
  - Departamento de Química
  - Departamento de Informática

- Facultad de Medicina

- Facultad de Ciencias de la Educación
  - Departamento de Pegagogía, Educación Primaria
  - Departamento de Pedagogía, Parvulario

- Facultad de Ciencias y Tecnologías
  - Departamento de Ciencia y Tecnología de los Materiales
  - Departamento de Aplicaciones Biológicas y Tecnología

- Facultad de Gestión de los Recursos Naturales y de las Empresas (anejo de la Universidad de Agrínio)
  - Departamento de Gestión del Medio Ambiente y los Recursos Naturales
  - Departamento de Administración de Empresas de Productos Agrícolas y Alimenticios
  - Departamento de Gestión de Medio Cultural y Tecnológico

- Departamentos que no pertenecen a ninguna facultad
  - Departamento de Económicas
  - Departamento de Artes Plásticas y Ciencias del Arte